# Calbuco
Calbuco – miasto w Chile, w regionie Los Lagos, w prowincji Llanquihue.